# America (Yacht)
Die America war eine amerikanische Schoneryacht mit grünem Holzrumpf. Die Yacht America ist der Namensgeber des heute noch ausgetragenen America’s Cup. Sie gewann 1851 den erstmals ausgetragenen One Hundred Sovereigns Cup.

## Geschichte
Das Schiff wurde vom Gründer des New York Yacht Club (NYYC), John Cox Stevens, Sohn von John Stevens, mit Hilfe eines Finanzkonsortiums bestehend aus ihm selbst als Vorsitzenden sowie Edwin Augustus Stevens, Hamilton Wilkes, George L. Schuyler, Colonel James Alexander Hamilton und John K. Beekam Finlay in Auftrag gegeben. Der ausschließliche Zweck war die Teilnahme an der Wettfahrt um den One Hundred Sovereigns Cup rund um die Isle of Wight, nicht 100-Guineas-Cup wie häufig falsch überliefert.
John Cox Stevens beauftragte die Werft von William H. Brown, 12th Street, East River in New York mit dem Bau der Yacht, die Georg Steers nach den Linien der sehr schnellen Lotsenschoner Mary Taylor und Moses Grinell entworfen hatte. Die werftseitig geforderte Bausumme von 30.000 US-Dollar für eine 140 Tonnen verdrängende Yacht verschlug dem Konsortium zunächst die Sprache, konnte man doch zu dieser Zeit einen 1.600 Tonnen Teeklipper für 70.000 US-Dollar am East River an der South Street in New York bekommen. Das Konsortiumsmitglied George L. Schuyler verhandelte daher mit der Werft eine Vertragsklausel, die es dem Konsortium ermöglichte, den Yachtneubau nicht abnehmen zu müssen oder ihn zu bezahlen, wenn es einer Yacht gleicher Größe innerhalb von 20 Tagen nach Ablieferung durch die Werft gelänge, die America in einem Rennen zu schlagen. Die Kosten der Wettfahrt solle die Werft tragen.
Weiterhin wurde festgelegt: Sollte die neue Yacht nach England gebracht werden (auf Kosten der Eigner) und dort von einer Yacht gleicher Größe geschlagen werden, dann könne sie an die Werft zurückgegeben werden. Unter diesen Bedingungen wurde der hohe Kaufpreis akzeptiert. Am 17. Mai 1851 war die America fertiggestellt und stellte sich der Vergleichswettfahrt mit der größeren Slup Maria von John Cox Stevens, die damals als schnellste Yacht in den amerikanischen Gewässern galt. America wurde klar geschlagen und die Mitglieder des Konsortiums waren erleichtert, den Neubau nicht abnehmen zu müssen. Doch die Zeit wurde knapp und die Einzelheiten für die Wettfahrten in England waren mit dem Kommodore Lord Wilton vom Royal Yacht Squadron abgesprochen worden. Man einigte sich mit der Werft auf einen Kaufpreis von 20.000 US-Dollar. Die America war zwar nicht ganz so schnell wie die Maria, aber unter den Umständen die vernünftigere Alternative.
Nach einigen Restarbeiten legte die America am 21. Juni 1851 in New York zur Nordatlantiküberquerung ab. Sie fuhr mit den Segeln der Mary Taylor. Die eigenen Segel und andere Regattaausrüstung waren unter Deck verstaut. Sie segelte mit hoher Geschwindigkeit, ihr bestes Etmal betrug 284 Seemeilen, was einer Durchschnittsgeschwindigkeit von 12 Knoten entsprach. America erreichte Le Havre nach 20 Tagen und wenigen Stunden, obwohl sie auf dem Atlantik fünf Tage Flaute hatte. Nach einer dreiwöchigen Überholung an einem Liegeplatz, der extra abgesperrt wurde, segelte die Yacht zu ihrem Ankerplatz vor Cowes.

### One Hundred Sovereigns Cup

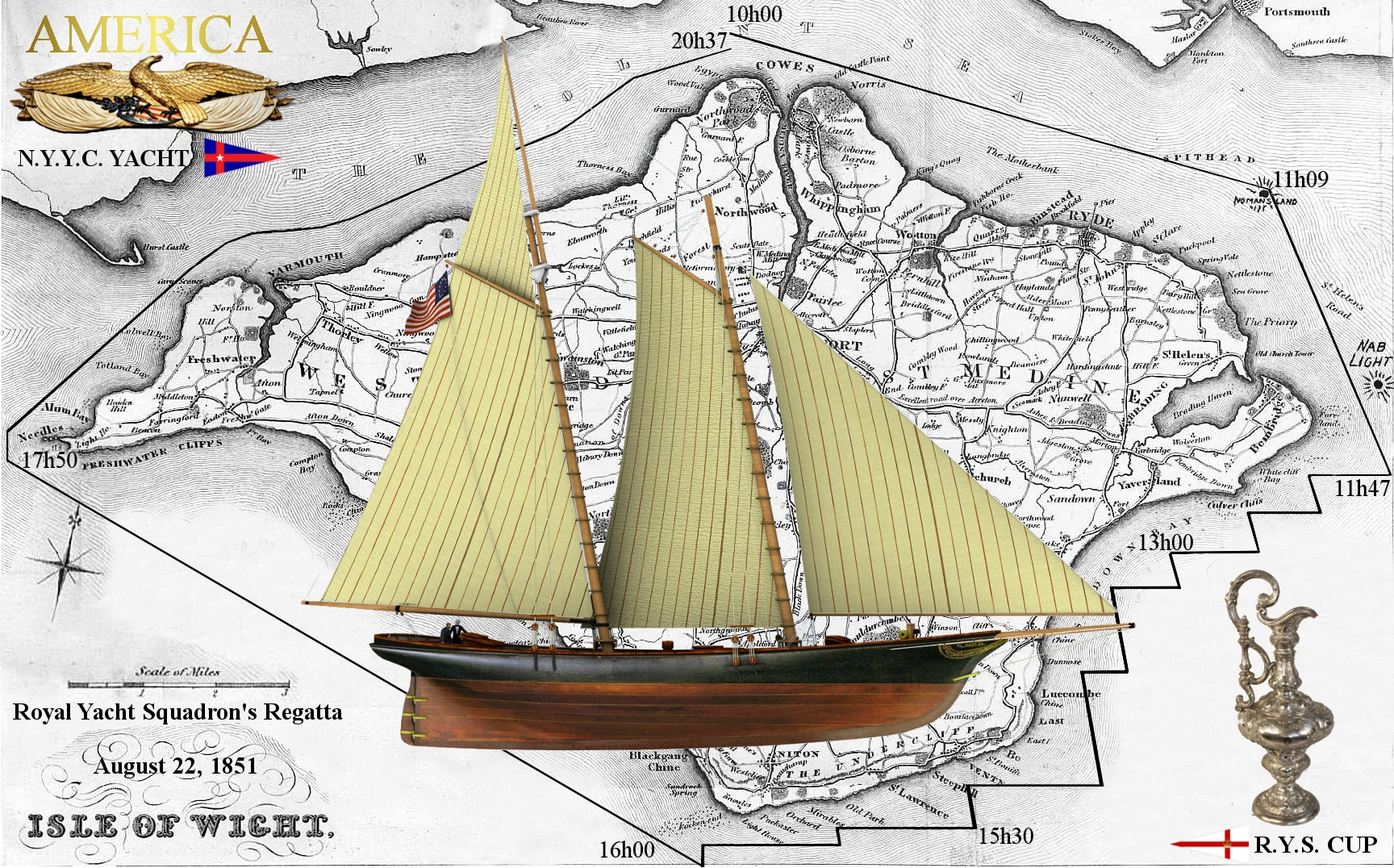
Yacht America und Regattaverlauf rund um die Isle of Wight mit Zeitangaben am 22. August 1851, Kurs im Uhrzeigersinn

Die Wettfahrt wurde vom Royal Yacht Squadron (RYS) als Fleet Race durchgeführt und von 18 gemeldeten britischen Yachten gingen 15 an den Start. Der in der Segelanweisung festgelegte traditionelle Kurs wurde The Queen’s Course genannt, zu Ehren von Königin Victoria.
Den One Hundred Sovereigns Cup gewann die America am 22. August 1851 nach 53 Seemeilen um 20:37 Uhr Ortszeit mit 20 Minuten Vorsprung vor den 14 britischen Teilnehmern (Aurora, Arrow, Alarm u. a.). Überliefert ist die Verwunderung der Königin, die das Segelrennen von ihrer königlichen Yacht aus beobachtete. Auf ihre Frage, wer Zweiter geworden war, als die führende America die königliche Yacht passierte und ihre Nationalflagge zum Gruße dreimal dippte, antwortete ihre Begleitung: “Your Majesty, there is no second!” (deutsch: „Eure Majestät, es gibt keinen Zweiten!“) Die America wurde bei ihrem Sieg geführt von Skipper und Steuermann Richard „Old Dick“ Brown, dem Navigator und Taktiker (afterguard) Horatio Nelson „Nelse“ Comstock und dem Wachführer Robert Underwood. Mit an Bord waren der englische Lotse und 14 Mann Besatzung, darunter die Ingenieursbrüder Edwin und John Cox Stevens.
Die Amerikaner waren über den prestigeträchtigen Sieg sehr stolz und es entstand eine Legende über den Stifter des One Hundred Sovereigns Cup. Da Königin Victoria traditionell in jedem Jahr einen Pokal dem Yachtclub Royal Yacht Squadron stiftete für die Siegeryacht in der Wettfahrt auf The Queen’s Course rund um die Isle of Wight, entstand das Missverständnis, auch dieser Pokal sei von ihr gegeben worden. Das ist falsch, denn der jährliche Königin-Pokal war nur für Vereinsmitglieder ausgeschrieben, im Jahr 1851 für Kutteryachten mit einer Wasserverdrängung zwischen 50 und 100 Tonnen. John Cox Stevens war kein Vereinsmitglied und America verdrängte 170 Tonnen. Vielmehr stiftete Lord Anglesey dem Royal Yacht Squadron den One Hundred Sovereigns Cup, der seinen Namen aufgrund des Kaufpreises beim Juwelier erhielt. Als Lord Uxbridge war er im Jahr 1815 ein Gründungsmitglied des RYS gewesen und 1851 noch ein aktiver Segler mit seiner Kutteryacht Pearl. Der Pokal hatte keinen Boden und war aus Britanniametall getrieben, mit einem Gewicht von 134 Unzen und 27 Inch hoch. Lieferant war der Londoner Juwelier Robert Garrard. Zur damaligen Zeit wurden keine Wanderpokale gewonnen, sondern der Sieger konnte den Pokal behalten.

### America’s Cup
Bei der Rückkehr nach New York stiftete John Cox Stevens den gewonnenen One Hundred Sovereigns Cup dem New York Yacht Club und begründete mit diesem Preis den America’s Cup, der erstmals 1870 vor New York zwischen den Yachten Magic (USA) und Cambria (Großbritannien) ausgetragen wurde (Sieger: Magic).

### Weitere Verwendung
Im Anschluss an den Sieg verkaufte John Cox Stevens die Yacht an Lord John de Blaquière für 25.000 US-Dollar. Dieser ließ sie umbauen, um sie für Kreuzfahrten im Mittelmeer nutzen zu können. 1853 kaufte sie Lord Templeton, der sie in der Pitcher-Werft restaurieren und modernisieren ließ. Sie wurde in Camilla umgetauft. 1863 kam sie in ihre Heimat zurück. Sie diente als Schulschiff der Marineakademie der Vereinigten Staaten. Im Amerikanischen Bürgerkrieg war sie auf Seiten der Nordstaaten im Dienst. Ab 1873 wurde sie wieder für den Rennsport verwendet und war hier bis 1901 im Einsatz. Nach mehrmaligem Wechsel des Besitzers kam sie 1921 wieder zur Marineakademie und wurde nach Annapolis gebracht. Dort überließ man sie jedoch dem Verfall. Sie wurde in einem Schuppen eingelagert, dessen Dach 1942 nach sehr starken Schneefällen unter der Schneelast einbrach und das Schiff unter sich begrub. Nach Kriegsende ergab eine genaue Untersuchung des Rumpfes, dass allein das Holz des Kiels in Ordnung war. Ein Wiederaufbau unterblieb deshalb und der Rumpf wurde 1946 abgewrackt.

### Nachbau 1987
Man stellte für fünf Millionen US-Dollar einen originalgetreuen Nachbau her, der in Savannah die Segelregatta der 26. Olympischen Spiele eröffnete. Der Nachbau der America wurde entworfen von Olin Stephens von Yacht-Konstruktionsbüro Sparkman & Stephens (New York). Der Stapellauf war am 3. Mai 1987 auf der Werft Goudy & Stevens, East Boothbay, Maine, USA.

### Nachbau Whydah of Bristol
In Bristol wurde im Jahr 2000 ein 1:2 Nachbau der America fertig gestellt und nach dem ehemaligen Sklaventransporter und Piratenschiff Whydah benannt.
Das ehemalige Charterschiff befindet sich seit 2014 im Besitz des Vereins Brigantine Falado von Rhodos e. V. und bietet interessierten Gruppen der Bündischen Jugend die Gelegenheit unter fachkundiger Leitung Seemannschaft zu erlernen.

## Technische Beschreibung
Die America wurde vom nordamerikanischen Schiffbauer George Steers konstruiert und war als Schoner mit einigen neuen Konstruktionsmerkmalen konzipiert. Eine Neuerung waren die beiden leicht zum Heck geneigten Masten. Der Kiel wurde den Klippern entlehnt, was dem Schiff zu damals ungeahnter Geschwindigkeit verhalf. Der deutsche Yachtkonstrukteur Max Oertz (Germania, Meteor IV) würdigte 1901 in einem Vortrag vor der Schiffbautechnischen Gesellschaft die besonderen Konstruktionsmerkmale der Yacht:

„In der Amerika waren die Wasserlinien von ausserordentlicher Schärfe und Hohlheit, der Deplacements-Schwerpunkt lag aussergewöhnlich weit achtern und auch im Schnitt der Segel wich die Yacht von allem Gebräuchlichen ab. Mag der vorzügliche Stand der Segel ebenfalls seinen Teil zu dem Erfolg beigetragen haben, so waren die Segel-Eigenschaften der Amerika bei dem Rennen um die Insel Wight herum im Jahre 1851 doch derartig verblüffende, dass die Amerika mit Recht als der Ausgangspunkt einer gänzlich neuen Richtung im Yachtbau bezeichnet werden kann, sowohl diesseits wie jenseits des Ozeans. Mit den verschiedensten, namentlich durch Messverfahren beeinflussten Variationen erhielt sich das Princip der scharfen Wasserlinien bis gegen Ende der 80er Jahre, auch noch nachdem man gelernt hatte, schwere Bleikiele den Yachten unterzuhängen, und nachdem bezüglich der Bauausführung und Takelage bemerkenswerte Fortschritte gemacht worden waren.“

Das Deck war mit Eichenholz beplankt. Verzierungen aus Zedernholz waren angebracht worden. Unter Deck befanden sich vier Eignerkabinen, ein Salon mit sechs Kojen und die Mannschaftsunterkunft. Anders als die Briten verwendete man keine reinen Leinensegel mehr, sondern längs vernähte Baumwollsegel, die deutlich leichter zu reparieren waren. Wie bei allen Schonern waren die Segel trapezförmig und wurden durch R.H. Wilson, New York und Port Jefferson, Long Island hergestellt. Insgesamt handelte es sich um ein durch William H. Brown entworfenes zweimastiges Leichtschonerrigg. Am vorderen Mast war das Schonersegel, am hinteren das Großsegel. Zum Bugspriet hin war Binnen- und Außenklüver getakelt. Besans waren nicht vorgesehen.

## Erfolge
- 3. Mai 1851 bis 27. Juli 1901: 51 Regatten, 12 Siege